# Hyophilopsis sprengelii
Hyophilopsis sprengelii là một loài rêu trong họ Pottiaceae. Loài này được (Schwägr.) H.A. Crum mô tả khoa học đầu tiên năm 1965.